# Bjusan
Bjusan är en sjö i Borlänge kommun i Dalarna och ingår i Dalälvens huvudavrinningsområde. Sjön har en area på 0,121 kvadratkilometer och ligger 265,2 meter över havet. Sjön avvattnas av vattendraget Lustbäcken. Vid provfiske har abborre och bäckröding fångats i sjön.

## Delavrinningsområde
Bjusan ingår i det delavrinningsområde (670602-147499) som SMHI kallar för Ovan 670637-147837. Medelhöjden är 232 meter över havet och ytan är 19,65 kvadratkilometer. Det finns inga avrinningsområden uppströms utan avrinningsområdet är högsta punkten. Lustbäcken som avvattnar avrinningsområdet har biflödesordning 3, vilket innebär att vattnet flödar genom totalt 3 vattendrag innan det når havet efter 209 kilometer. Avrinningsområdet består mestadels av skog (64 procent) och jordbruk (10 procent). Avrinningsområdet har 0,12 kvadratkilometer vattenytor vilket ger det en sjöprocent på 0,6 procent. Bebyggelsen i området täcker en yta av 2,54 kvadratkilometer eller 13 procent av avrinningsområdet.